# Józef Pomiankowski

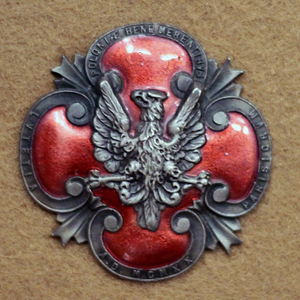
Odznaka Polskiej Wojskowej Misji Zakupów

Józef Jan Klemens Pomiankowski herbu Pomian (ur. 23 listopada 1866 w Jarosławiu, zm. 21 stycznia 1929 we Lwowie) – Feldmarschalleutnant c.k. Armii i generał dywizji Wojska Polskiego, przedstawiciel austro-węgierskiej misji wojskowej w Imperium Osmańskim w czasie I wojny światowej.

## Życiorys
Józef Jan Klemens Pomiankowski urodził się 23 listopada 1866 roku w Jarosławiu, w rodzinie Konstantego i Tekli z Rohnów. Ukończył m.in. Wojskową Wyższą Szkołę Realną w Hranicach. W armii austriackiej początkowo służył jako oficer liniowy w kawalerii, w późniejszym okresie został oficerem sztabowym (IV Korpus w Budapeszcie, XI Korpus we Lwowie). Jako kapitan I klasy z korpusu sztabu generalnego został mianowany od października 1901 attaché wojskowym Austro-Węgier w Belgradzie i pełnił stanowisko do 30 września 1907 roku. Od 17 grudnia 1909 do 1914 roku służył na tym samym stanowisku w Konstantynopolu. W 1902 roku awansowany do stopnia majora. 11 sierpnia 1914 roku został mianowany generałem majorem ze starszeństwem z 1 sierpnia 1914 roku. 13 sierpnia 1917 roku został mianowany generałem porucznikiem ze starszeństwem z 1 sierpnia 1917 roku.
Odznaczony Orderem Leopolda III klasy w 1916, Orderem Korony Żelaznej II klasy w 1917. Z dniem 1 stycznia 1919 roku został spensjonowany.
25 marca 1919 roku został przyjęty do Wojska Polskiego z zatwierdzeniem posiadanego stopnia generała porucznika ze starszeństwem z 13 sierpnia 1917 roku, z zaliczeniem do I Rezerwy armii oraz powołany do służby czynnej na czas wojny aż do demobilizacji. Do czerwca 1919 roku był szefem Polskiej Misji Zakupów w Wiedniu, od lipca do listopada 1919 roku szef Polskiej Misji Wojskowej dla Skandynawii, mieszczącej się w Sztokholmie, od listopada 1919 do kwietnia 1921 roku szef Polskiej Wojskowej Misji Zakupów w Paryżu. Według poufnego raportu rotmistrza Kazimierza Rostworowskiego z 5 sierpnia 1920 roku w sprawie Wojskowej Misji Zakupów w Paryżu: Szef Misji Zakupów, gen. Pomiankowski ma niewątpliwie duże zalety i zasługi. Jako bezwzględnie uczciwy człowiek, bardzo pracowity, doświadczony i systematyczny oficer, rzeczywiście Misję Zakupów wzorowo, po wojskowemu zorganizował, dając jej niestety zbyt biurokratyczne formy,-możliwe w czasach normalnych, szkodliwe w chwilach krytycznych(...). Najgorszy zarzut, jaki gen. Pomiankowskiemu można uczynić, jest jego przerażający pesymizm, przechodzący w formalne zwątpienie, czy Polska jest w ogóle do uratowania, nieproduktywna krytyka wszystkich i wszystkiego, co się w kraju robi (...).
21 kwietnia 1920 roku został zatwierdzony z dniem 1 kwietnia 1920 roku w stopniu generała porucznika, w grupie oficerów byłej armii austriacko-węgierskiej. Z dniem 1 lutego 1922 roku został przeniesiony w stan spoczynku z prawem noszenia munduru. 26 października 1923 roku Prezydent RP Stanisław Wojciechowski zatwierdził go w stopniu generała dywizji.
Na emeryturze mieszkał we Lwowie. Był autorem wydanego w Wiedniu w 1928 roku dzieła Der Zusammenbruch des Ottomanischen Reiches.
Zmarł 21 stycznia 1929 roku we Lwowie. Został pochowany na Cmentarzu Łyczakowskim.
Generał Pomiankowski był żonaty z Marią Stoynowską, z którą miał dwie córki: Marię (ur. 1904) i Janinę (ur. 1905).

## Odznaczenia[16]
- Komandor Orderu Korony Żelaznej II Klasy
- Kawaler Orderu Leopolda
- Oficer Orderu Franciszka Józefa
- Kawaler Orderu Korony Żelaznej III Klasy
- Brązowy Medal Zasługi Wojskowej na czerwonej wstędze
- Odznaka za Służbę Wojskową III Klasy
- Medal Jubileuszowy Pamiątkowy dla Sił Zbrojnych i Żandarmerii
- Krzyż Jubileuszowy Wojskowy
- Krzyż Pamiątkowy Mobilizacji 1912–1913